# Mohammad Fazlul Karim
Pour les articles homonymes, voir Karim.
Mohammad Fazlul Karim, né le 30 septembre 1943 à Patiya dans le district de Chittagong (présidence du Bengale, Indes Britanniques) et mort le 16 novembre 2024 à Dacca (Bengladesh), est un juriste bangladais qui a été le 18e juge en chef du Bangladesh.

## Biographie
Mohammad Fazlul Karim est diplômé en droit de l'université de Dhaka. Il a été juge en chef du 8 février 2010 au 30 septembre 2010.